# Área metropolitana de Iowa City
El área metropolitana de Iowa City, oficialmente  Área Estadística Metropolitana de Iowa City, IA MSA, como la denomina la Oficina de Administración y Presupuesto, es un Área Estadística Metropolitana centrada en la ciudad homónima, en el estado de Iowa, Estados Unidos. Su población según el censo de 2010 es de 152.586 habitantes, convirtiéndola en la 260.º área metropolitana más poblada de ese país.

## Composición
Los 2 condados del área metropolitana, junto con su población según los resultados del censo 2010:
- Johnson– 130.882 habitantes
- Washington– 21.704  habitantes

## Comunidades
Comunidades incorporadas con más de 50.000 habitantes
- - Iowa City (ciudad principal)

Comunidades incorporadas con entre 1.000 y 20.000 habitantes
- - Coralville
  - North Liberty
  - Washington
  - Kalona
  - Lone Tree
  - Solon
  - Tiffin
  - Wellman
  - West Branch (parcialmente)

Comunidades incorporadas con entre 500 y 1.000 habitantes
- - Ainsworth
  - Brighton
  - Hills
  - Oxford
  - Riverside
  - Swisher
  - University Heights

Comunidades incorporadas con menos de 500 habitantes
- - Coppock (parcialmente)
  - Crawfordsville
  - Shueyville
  - West Chester

Comunidades no incorporadas
- - Cosgrove
  - Elmira
  - Frytown
  - Joetown
  - Morse
  - Oasis
  - River Junction
  - Sharon Center
  - Sutliff
  - Windham